# Лінфорд Крісті
Лінфорд Крісті  (англ. Linford Christie, 2 квітня 1960) — британський легкоатлет, олімпійський чемпіон.

## Виступи на Олімпіадах
| Олімпіада      | Дисципліна              | Місце     |
| -------------- | ----------------------- | --------- |
| Сеул 1988      | біг на 100 метрів       | 2         |
| Сеул 1988      | біг на 200 метрів       | 4         |
| Сеул 1988      | естафета 4 x 100 метрів | 2         |
| Барселона 1992 | біг на 100 метрів       | 1         |
| Барселона 1992 | біг на 200 метрів       | 5 h1 r3/4 |
| Барселона 1992 | естафета 4 x 100 метрів | 4         |
| Атланта 1996   | біг на 100 метрів       | участь    |
| Атланта 1996   | біг на 200 метрів       | 4 h5 r2/4 |